# Inname van Geldern
De Inname van Geldern was tijdens de Tachtigjarige Oorlog de verovering van de stad Geldern op 4 juli 1587 door de Spaanse legereenheid Het Leger van Vlaanderen onder leiding van Claudius van Berlaymont, bijgenaams Haultepenne, door middel van een list. Plaatsvervangend bevelhebber Aristoteles Patton werd omgekocht, waardoor de troepen van Haultepenne probleemloos de stad konden bezetten en onder Spaans gezag brengen.

## Aanloop
Maarten Schenk was afwezig omdat hij verwikkeld was in het Beleg van Rijnberk. Kolonel van het Staatse leger, de Schot Aristoteles Patton, was daarom aangesteld als plaatsvervangend bevelhebber binnen Geldern. Deze kolonel wist dat zijn positie wankelde. Leicester mocht hem niet, deze dacht erover om Patton als kolonel te laten vervangen. Patton koesterde wrok tegen Maarten Schenk. Niet lang geleden had hij van Schenk nog stokslagen toegediend gekregen. Deze gebeurtenis had plaatsgevonden tijdens een drinkgelag.

## Verraad
Parma had in het geheim contact gezocht met Patton en hem een bedrag van zesendertighonderd gulden geboden als hij de stad in stilte zou overdragen aan Parma. Tijdens de onderhandelingen wist Patton alle paarden, zilver, wapens, huisraad en andere roerende goederen binnen de stad boven op zijn prijs te bedingen. Rond middernacht trok Patton met zijn twee vendels ruiters en drie vendels voetvolk naar buiten waar hij op de afgesproken plek een ontmoeting had met Haultepenne. Patton droeg de stad over en verzocht Haultepenne de burgers te sparen. Bij binnenkomst hield Haultepenne woord er is geen zwaard opgeheven tegen de burgers. Alleen had er tijdens de bezetting nog een schermutseling plaatsgevonden binnen de stad met enkele achtergebleven Engelsen die nog verzet boden, maar zich snel moesten overgeven. De rest van de bezetting vluchtte via de tegenoverliggende poort de stad uit. Het huis van Schenk werd geplunderd, deze was zo rijk voorzien van buit dat de waarde meer dan drie ton goud bedroeg.

## Nasleep
Patton had voor zijn verraad tevergeefs een huwelijksverzoek gedaan aan La dame de ses pensées (de weduwe van Pontus de Noyelle, heer van Bours, die de citadel van Antwerpen had gered en zichzelf aan Spanje had verkocht. Zijn mededinger en betere kanshebber was de bemiddelbare Fréderic Perrenot, heer van Champagny, broer van Antoine Perrenot de Granvelle, de kardinaal van Granvelle. De vrouwe van Bours had hem zeker het "jawoord" gegeven, als Patton zijn huwelijksverzoek niet had hernieuwd, nu als rijk man. Dezelfde avond traden zij in het huwelijk. Haultepenne verging het anders. Hij sneuvelde een week later tijdens de belegering van de Engeler Schans op 13 juli 1587.